# Алибай
Алиба́й (каз. Алыбай) — село у складі Улькен-Наринського району Східноказахстанської області Казахстану. Входить до складу Новохайрузовського сільського округу.
Населення — 42 особи (2021; 118 у 2009, 254 у 1999, 368 у 1989).
Національний склад станом на 1989 рік:
- казахи — 68 %
- росіяни — 30 %

У радянські часи село мало також назву Алібай.